# Klara Bornett
Klara Bornett (geboren als Klara Kohn am 8. Januar 1895 in Wien, Österreich-Ungarn; gestorben 1939 in Belgien) war eine österreichische Wasserspringerin.

## Leben
Klara Kohn kam aus der kinderreichen Familie des Heinrich Kohn und der Clotilde Stern in Wien. Sie betrieb als Schülerin Gymnastik und kam darüber zum Wasserspringen. Sie war zunächst Mitglied im Wiener AC und dann im SC Austria Wien. Sie wurde mehrfach österreichische Meisterin vom Turm und vom Brett. Sie heiratete 1921 Albert Bornett. 
Als Springerin nahm sie an den Olympischen Sommerspielen 1924 in Paris teil und wurde beim Wasserspringen sechste vom Dreimeterbrett. Sie war auch Teilnehmerin an den Olympischen Sommerspielen 1928 in Amsterdam und wurde neunte vom Brett. 1927 gewann sie in Bologna die Europameisterschaft vom Dreimeterbrett. Bornett musste ihre Karriere 1930 aufgeben, da sie allmählich erblindete. 
Nach dem Anschluss Österreichs 1938 floh Bornett mit ihrem Mann und einem Bruder nach Antwerpen, starb bald nach der Flucht an Entkräftung. Ihr Mann wurde 1942 im KZ Auschwitz Opfer des Holocaust.